# SN 1980L
SN 1980L – supernowa odkryta 8 października 1980 roku w galaktyce NGC 7448. W momencie odkrycia miała maksymalną jasność 13,50m.